# Соната для мікротонового фортепіано
Соната для мікротонового фортепіано (англ. Sonata for Microtonal Piano) — музичний твір Бена Джонстона, закінчений 1964 року. Альтернативна версія твору з іншим порядком частин має назву Grindlemusic.
Американський композитор Бен Джонстон почав працювати над сонатою для мікротонового фортепіано 1959 року, коли отримав Грант Гуггенгайма та провів рік в Нью-Йорку, показавши перші фрагменти композиції авангардному композитору Джону Кейджу. Протягом наступних п'яти років Джонстон почав писати твори в чистому строї, використовуючи техніки серіалізму, а його експерименти із розширеним чистим строєм призвели до написання Струнного квартету № 2. Разом з цим, він опублікував статтю з теорії музики «Scalar Order as a Compositional Resource», яка описувала його підхід до написання мікроінтервальної музики. Соната для мікротонового фортепіано, яку він закінчив 1964 року, втілила більшість ідей, які цікавили Джонстона на той момент: використання інтервалів, настроєних на слух (чистий стрій), серіалізм, музичне цитування, метричні модуляції та поліметрия.
Соната виконується на спеціально підготовленому фортепіано, яке настроєно не в рівномірно-темперованому строї, а на слух, зі збереженням акустично чистих інтервалів (без биття) в кожному з тризвуків. В результаті з восьмидесяти восьми клавіш на інструменті лише сім мають еквіваленти на відстані однієї чи декількох октав, решта — вісімдесят одна нота — є унікальними. За задумом автора, консонанс та дисонанс визначаються наступним чином: найкращим чином звучать нетемперовані терції та квінти, що не мають биття; похідні від них — септими, нони, ундецими, терцдецими та квінтдецими — здаються трохи розстроєними; решта інтервалів, які складаються з парної кількості півтонів, звучать нестройно та негармонійно.
Бен Джонстон поєднав в сонаті два підходи до композиції. Перший заснований на свідомому виборі нот, залежно від консонансного або дисонансного звучання. Другий — близький до додекафонії, практик Берга та Шенберга, — полягає у виборі звуків з серії з 12 нот, що не повторюються, за допомогою технік серіалізму. Твір складається з чотирьох частин, що утворюють баладну форму (AABA), де частини A є серійними, а B — ні. Разом з тим, за задумом автора, порядок виконання частин може бути різним. «Сонатна» версія складається з частин «соната-алегро», «скерцо», «повільної частини» та «фіналу» (адажіо). Інша версія, що отримала назву Grindlemusic, містить наступний порядок частин: фінал, соната-алегро, повільна частина та скерцо; відповідні частини мають назви «Premises», «Questions», «Soul Music» та «Mood Music» (укр. «Передумови», «Питання», «Музика душі» та «Музика настрою»).

Музикознавиця Хайді фон Гунден називала Сонату джонстонівськими «Трістаном та Ізольдою», звертаючи увагу на обставини написання цього твору. Робота над ним збіглася з періодом захоплення, а потім і розчарування вченням Георгія Гурджиєва. Назва «Grindlemusic» є алюзією на персонажа роману Террі Сатерна та Мейсона Хоффенберга Candy, злодія на ім'я Grindle, який був пародією на Гурджиєва. Після навчання у Гурджиєва, та внаслідок тиску, який Джонстон відчував, коли був головою Фестивалю сучасних мистецтв 1963 року, його психічний стан суттєво погіршився, композитора було навіть тимчасово госпіталізовано. На думку фон Гунден, Соната відображає тогочасні почуття Джонстона, є «жорстокою та збентеженою».
Соната у виконанні Роберта Міллера.

Альбом Sound Forms for Piano (1976)
 Sonata for Microtonal Piano на YouTube
Соната була складною для виконання, як через концептуальну складність, так і внаслідок необхідності точно настроювати інструмент. Клер Річардс, яка навчалася разом із Джонстоном, вперше виконала її лише 1965 року на концерті в «Круглому будинку» в Урбані, де мешкав композитор Сальваторе Мартірано. Вже пізніше, коли компанія Motorola випустила електронний орган Scalatron із підтримкою мікроінтервалів, Джонстон замовив один для Університету Іллінойсу, де він викладав. Проте Motorola невдовзі припинила їхнє виробництво, тому Джонстон зазвичай власноруч допомагав настроювати звичайний інструмент виконавцям, які наважувалися грати цей твір.
Ноти Сонати для мікротонового фортепіано вийшли 1974 року у видавництві Smith Publications. 1976 запис сонати увійшов до альбому Роберта Міллера Sound Forms for Piano, що вийшов на лейблі New World Records. 1996 року Філіп Буш випустив альбом Microtonal Piano (лейбл Koch International Classic), до якого окрім Сонати увійшли два інших твори Джонстона, аранжування балету «Свята Жанна» (1958) та Сюїта для мікротонового фортепіано (1978).